# Pseudophoxinus punicus
Pseudophoxinus punicus é uma espécie de peixe actinopterígeo da família Cyprinidae.
Apenas pode ser encontrada na Tunísia.
Os seus habitats naturais são: rios.